# نیمه‌حفظ شده
همانند سازی نیمه حفظ شده
ملکول DNA دارای ویژگی‌های خاصی می‌باشد که یکی از این ویژگی‌ها نیمه حفظ شده یا نیمه حفاظت شده می‌باشد. این عبارت به این معنا است که در هر بار همانند سازی تنها نیمی از مولکول جدید بتازگی ساخته شده و نیمی دیگر انتقال پیدا کرده.
هر مولکول DNAاز ۲ رشته ساخته شده است. در هر بار همانند سازی این دو رشته از هم باز شده و هر یک از ایم دو رشتهٔ باز شده به عنوان الگویی برای ساخت رشتهٔ مکمل استفاده می‌شود. در نهایت پس از ساخت مکمل‌های دو رشته، یک مولکول DNA به دو مولکول DNA تبدیل می‌شود.
این واقعیت توسط آزمایش آقایان هرشلی و چٍیز از بین سه فرضیه که در این مورد مطرح بود اثبات شد.